# Darren Beveridge
Darren Beveridge (* 3. August 1992 in Edinburgh) ist ein schottischer Dartspieler.

## Karriere
Darren Beveridge nach zwei erfolglosen Teilnahmen an der PDC Qualifying School erreichte er im Mai 2018 ein Finale auf der PDC Challenge Tour. Er unterlag hier Adam Huckvale mit 3:5. Durch gute Resultate auf der Challenge Tour qualifizierte sich Beveridge für die UK Open 2019, wo er nach einem Freilos in der ersten Runde gegen Luke Woodhouse in der folgenden ausschied. Im Mai gelang ihm dann auf der PDC Challenge Tour 2019 sein erster Sieg, nachdem er Callan Rydz im Finale besiegte. Bei seiner zweiten UK Open Teilnahme 2020 schied er in Runde 1 gegen Nathan Rafferty aus. Das erste Event auf der UK Challenge Tour 2021 konnte Beveridge erneut für sich entscheiden. Über die Challenge Tour qualifizierte sich Beveridge zum dritten Mal die UK Open, wo er erneut in der ersten Runde scheiterte.
Nach einer längeren Pause konnte Beveridge im Januar 2024 bei der PDC Qualifying School eine Tour Card für die PDC Pro Tour gewinnen.
Der Spitzname Ice Cold ist eine Anspielung auf die Ähnlichkeit des Familiennamens mit dem englischen Wort beverage, deutsch Getränk. Ice Cold Beveridge klingt also wie eiskaltes Getränk.

## Turnierergebnisse
| Turnier              | 2019              | 2020              | 2021              | 2022              | 2023              | 2024              | 2025 |
| -------------------- | ----------------- | ----------------- | ----------------- | ----------------- | ----------------- | ----------------- | ---- |
| PDC-Ranking-Turniere |                   |                   |                   |                   |                   |                   |      |
| World Masters        | nicht ausgetragen | nicht ausgetragen | nicht ausgetragen | nicht ausgetragen | nicht ausgetragen | nicht ausgetragen | VR   |
| UK Open              | 2R                | 1R                | n/q               | 1R                | n/t               | 2R                | 3R   |
| Karrierestatistiken  |                   |                   |                   |                   |                   |                   |      |
| Jahresendplatzierung | –                 | –                 | –                 | –                 | –                 | 107               |      |

| Legende zu den Turnierergebnissen | Legende zu den Turnierergebnissen | Legende zu den Turnierergebnissen | Legende zu den Turnierergebnissen | Legende zu den Turnierergebnissen | Legende zu den Turnierergebnissen | Legende zu den Turnierergebnissen | Legende zu den Turnierergebnissen | Legende zu den Turnierergebnissen | Legende zu den Turnierergebnissen |
| --------------------------------- | --------------------------------- | --------------------------------- | --------------------------------- | --------------------------------- | --------------------------------- | --------------------------------- | --------------------------------- | --------------------------------- | --------------------------------- |
| n/t                               | nicht teilgenommen                | n/q                               | nicht qualifiziert                | n/a                               | nicht ausgetragen                 | #R                                | Aus in jeweiliger Runde           | GP                                | Aus in der Gruppenphase           |
| AF                                | Achtelfinalist                    | VF                                | Viertelfinalist                   | HF                                | Halbfinalist                      | F                                 | Turnierfinalist                   | S                                 | Turniersieger                     |

## Titel

### PDC
- Secondary Tour Events
  - PDC Challenge Tour
    - PDC Challenge Tour 2019: 5